# Manifestations de 2010 en Biélorussie

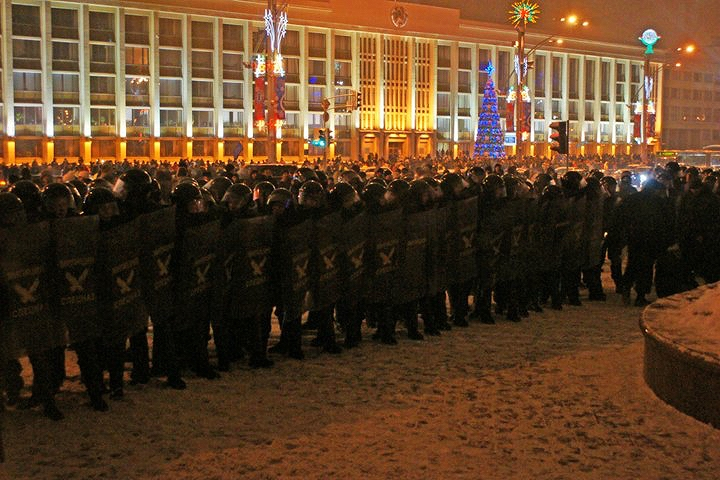
La police anti-émeute vue lors des manifestations à Minsk.

Les manifestations de 2010 en Biélorussie sont des actions de protestation de masse survenues en Biélorussie contre les résultats de l'élection présidentielle biélorusse de 2010, qui ont eu lieu le 19 décembre 2010 et ont été brutalement dispersées. Entre 10 000 et 60 000 personnes ont pris part à la manifestation sur la place d'Octobre et la place de l'Indépendance à Minsk. Il a été annoncé qu'un mouvement populaire pour des élections libres serait créé sans Loukachenko. Certains participants ont tenté de s'introduire dans la résidence du gouverneur. Des affrontements avec la police anti-émeute ont eu lieu. En conséquence, des dizaines de personnes ont été arrêtées et battues, dont les candidats à la présidentielle Niakliaïew, Sannikov, Ryhor Kastoussiow (be), Statkiévitch et Vital Rymachewski (en).

## Contexte
Les actions politiques de masse et les manifestations ont été presque interdites depuis qu'Alexandre Loukachenko a pris le pouvoir lors de l'élection présidentielle biélorusse de 1994. En 1996 et 1997, une vague de manifestations populaires et de grèves massives a eu lieu dirigée par des membres de l'opposition dans le prolongement des grèves de la faim et des troubles de 1995 après le référendum constitutionnel biélorusse de la même année. Les manifestations de masse en 1999 contre le gouvernement ont été brutalement réprimées. Les élections présidentielles ont toujours été truquées et les manifestations électorales ont toujours eu lieu depuis 2001, lorsque l'élection présidentielle biélorusse de 2001 a suscité des protestations. La même chose s'est produite après le référendum constitutionnel biélorusse de 2004 et l'élection présidentielle biélorusse de 2006, lors de la révolution en jean . Après les élections de 2010, les manifestants ont défilé et scandé des slogans représentant le président et disant que c'était la goutte qui faisait déborder le vase.

## Manifestations
A la veille de l'élection, Ouladzimir Niakliaïew, Vital Rymachewski (en), Andreï Sannikov et Mikalaï Statkiévitch ont appelé leurs partisans à organiser un rassemblement sur la place d'Octobre à Minsk le 19 décembre. Des forces de police renforcées y ont été amenées. Un certain nombre de sites Web d'opposition n'étaient pas disponibles à Minsk, ainsi que LiveJournal, Twitter et quelques autres sites Web. Les sites sécurisés HTTPS n'étaient pas non plus disponibles. De plus, les sites d'opposition Belarusian Partisan (en) et Charte 97 ont été longtemps indisponibles pendant l'attaque. Avant même le début du rassemblement, à sept heures et demie, des inconnus en noir ont attaqué la colonne d'Ouladzimir Niakliaïew, qui se dirigeait vers la place. Ouladzimir Niakliaïew a perdu connaissance pendant le passage à tabac, il a été emmené en ambulance. D'autres candidats de l'opposition ont rejoint leurs partisans sur la place à 20 h 0. Une heure plus tard, 5 candidats ont pris part à une marche vers la place de l'Indépendance, où se trouve la Maison du gouvernement, où se réunissent l'Assemblée nationale et la Commission électorale centrale (en), où les votes étaient comptés à l'époque. Il y a eu un rassemblement et une tentative de négociation avec le gouvernement,.
Au cours de la manifestation, un groupe d'individus non identifiés a tenté de prendre d'assaut la Maison du gouvernement, brisant des vitres et des portes. Il y avait aussi une version selon laquelle les vitres et les portes de la Maison du gouvernement avaient été brisées par des provocateurs. En réponse, la police a commencé à frapper aveuglément des marcheurs pacifiques, ce qui a conduit à l'application de lésions cérébrales traumatiques à plusieurs manifestants et à l'abandon de la zone par la plupart des participants à la marche. Environ 5 000 d'entre eux sont restés avec Sannikov et Rymachewski. À minuit, après que les organisateurs du rassemblement aient tenté de convoquer les dirigeants des forces de sécurité pour des pourparlers, des centaines de policiers les ont également dispersés. Dans le même temps, l'un des candidats à la présidentielle, Viktar Tsiarechtchanka, qui n'a pas participé au rassemblement et a immédiatement admis sa défaite face à Loukachenko, a publié sur son site Internet le 20 décembre 2010 que "10 jours avant la prise d'assaut de la Maison du gouvernement, les candidats à la présidence ont proposé d'envisager ce scénario" et l'ont invité à participer, mais il a refusé. Terechtchenko a admis qu'en raison de la situation après l'élection présidentielle, il prévoyait d'émigrer avec sa famille pour demander l'asile politique dans un autre pays. Le lendemain de l'élection, le 20 décembre, à 18 h 0, 50 à 200 personnes se sont rassemblées place de l'Indépendance et ont été dispersées par la police anti-émeute, et certains des manifestants ont été arrêtés.
Le 20 décembre, Loukachenko a annoncé l'arrestation de 639 personnes et confirmé que des candidats à la présidence étaient interrogés dans les centres de détention du KGB. Le 29 décembre, Niakliaïew, Rymachewski, Sannikov et Statkiévitch ont été accusés d'avoir organisé un événement public non autorisé, qui, en vertu de l'article 293 du Code pénal, prévoyait une peine d'emprisonnement de 5 à 15 ans. Le 17 février, Niakliaïew, membre de la campagne, a été condamné à quatre ans de prison. La plupart des personnes arrêtées ont été condamnées à des amendes allant jusqu'à 30 "montants de base" (environ 265 euros) et à 15 jours de prison. Le 31 décembre, le ministère des Affaires étrangères a annoncé la fin des pouvoirs du bureau de l'OSCE à Minsk en raison de la réticence du gouvernement à les prolonger. Le 21 janvier, Loukachenko a prêté serment pour un quatrième serment présidentiel.

## Conséquences
Le journal officiel de l'administration Loukachenko "Soviet Belarus - Belarus Today" sur la base de documents déclassifiés des services secrets biélorusses a accusé les services spéciaux de la Pologne et de l'Allemagne des événements du 19 décembre à Minsk.